# Тризна (поема)
«Тризна» раніше відома як «Безталанний» — російськомовна поема Тараса Шевченка, написана 1843 року в Яготині. Поема входить до збірки поета «Кобзар». Присвячена В. М. Рєпніній.

## Автограф
Автограф «Тризни» не зберігся. Поему написано в листопаді 1843 року, під час перебування Шевченка в Яготині, де поет гостював у родині Рєпніних. Посвяту В. М. Рєпніній, за її свідченням у листі до Ш. Ейнара від 27 січня 1844 року, створено експромтом 11 листопада 1843 року «Когда убрали чай,… и мы остались вчетвером; он стал болтать вздор, и я сказала ему, как жаль, что он оставил своє уединение, потому что он говорит столько глупостей; после этого водворилось полное молчание, никто не проронил слова. „Тихий ангел пролетел“, — сказал Шевченко. — … „Вы умеете разговаривать с ангелами, — сказала я; — расскажите же нам, что они вам говорят“. Он вскочил с места, побежал за чернильницей, схватил лист бумаги, лежавший на столе, и стал писать, потом подал мне эту бумагу, говоря, что это — посвящение к одному произведению, которое он вручит мне позже». Це була поетична присвята В.М. Рєпніній. Імовірно, що протягом минулих двох днів Шевченко думав над твором чи й розпочав його.
17 або 18 листопада з Василем Рєпніним, братом княжни В.М. Рєпніної, Шевченко виїхав у село Андріївку, звідки повернувся через десять днів — 27 листопада. Того ж вечора він прочитав родині Рєпніних поему, яка справила велике враження на присутніх: «О, какой чудесный дар ему дан! — писала далі в цьому ж листі Рєпніна до свого вихователя Ш.Ейнара — …Шевченко отдал мне тетрадь, всю писанную его рукою, и сказал, что к этой рукописи принадлежит еще портрет автора, который он и вручит мне завтра». Цей автограф поеми зберігався в яготинському архіві Рєпніних, а 1919 році надійшов до Полтавського архіву, де у 1937 році з нього було знято копію. Під час війни автограф загинув у пожежі. Збереглися лише частини копії — присвята та рядки 52 — 77, 79 — 81, 157—163.
З нещодавно опублікованого листа декабриста С.П. Трубецького до М.О. Бестужева, написаного 25 грудня 1848 року з Іркутська, стало відомо, що у вузькому колі декабристи читали поеми Шевченка «Тризну» й «Кавказ», одержані від М.М. Волконської, яка, найімовірніше, одержала їх від своєї родички В.М. Рєпніної, з якою вела активне листування. Поеми захоплено зустрінуті слухачами.

## Видання
Поему вперше надруковано в журналі «Маяк» (1844), в 28-й книжці, цензурний дозвіл на яку одержано 29 березня 1844 року. В журнальному варіанті твір мав назву «Бесталанный»; текст містив чимало цензурних купюр та переробок, частина яких належала, мабуть, редакції журналу, а частина — самому поетові. Лист Шевченка до редактора журналу С. Бурачка, написаний не раніше 26 березня і не пізніше 4 квітня (дня дозволу на випуск у світ квітневої книжки «Маяка»), свідчить про те, що хоча б частину коректури Шевченко одержав: «Та [дайте ще], коли готова коректура [„Маяка“], що для мене …».
Майже одночасно з першодруком Шевченко підготував твір до видання окремою книжкою: «Тризна / Т. Шевченка» (СПб., 1844). Цензурний дозвіл одержано 3 квітня, а квиток на випуск підписано 10 квітня 1844 року. У цьому виданні цензурою вилучено й замінено крапками рядки 41, 56 — 59, 82, 246—249, 254—269; у друкованому рядку 251 слово «тиранам» виправлено на «строптивым»; порівняно з журнальним варіантом точніше відтворено рядки 8, 49, 238, 275, 302, 318, 443, 454. До поширення видання багато зусиль доклала В.Рєпніна. В надісланому їй Шевченком примірнику з дарчим написом вона відновила цензурні купюри за автографом, який Шевченко подарував їй у листопаді 1843 року. Повідомляючи Шевченка про хід розповсюдження видання, В.Рєпніна писала йому в Петербург 19.06.1844: «В моем екземпляре, в котором Вы мне писали, я возобновила все то, что было пропущено, также и в том, который послан в Одессу, дабы Стурдза [публіцист, знайомий Рєпніної] Вас бы узнал всего». Доля примірника О.Стурдзи не відома; примірник Рєпніної пізніше знайдено в її паперах, і М. О. Гершензон опублікував факсиміле відновлених Рєпніною рядків в «Русских пропилеях»; пізніше й примірник Рєпніної було втрачено.
Текст поеми, опублікований в журналі «Маяк», передруковано в журналі «Киевская старина» 1887 року, а також у збірці творів, виданій редакцією «Киевской старины» наступного року, — «Поэмы, повести и рассказы Т.Шевченка, писанные на русском языке» 1888 року. Упорядники зробили спробу подати в передмові вилучені цензурою рядки 246—269 за списком середини 1840-х років з виправленнями Шевченка, у який пізніше вмонтовано аркуш з цими рядками, переписаними невідомою рукою; але царська цензура їх вилучила. Цей самий текст уперше було введено до зібрання поезій у виданні: «Шевченко Т. Г. Твори: Кобзар» 1908 року.
Повний текст поеми з відновленими В. Рєпніною цензурними купюрами вперше надруковано у виданні: «Шевченко Т. Повне зібрання творів» 1935 року.
Уривки поеми від рядка 159 «Не погасай, мое светило» до рядка 167 «Что заповедана Тобой» та від рядка 196 «Без малодушной укоризны» до рядка 203 «Се человек!» включно поширювалися в рукописних списках. Зокрема, ці два уривки записано невідомою рукою на Євангелії, що належало П. О. Кулішу (з написом переписувача: «Надпись на Евангелии, подаренной Шевч[енком] Кулишу»; 203-й рядок у цьому списку виглядав так: «Ecce homo!» У рядку 459 зроблено редакторську кон'єктуру: слово «остатки» виправляється на «останки» за контекстом.

## Сюжет
На мотивах, стилі й фразеології «Тризны» виразно позначилися особливості російської романтичної («байронічної») поеми 1820-х—1830-х років: «вершинність» і уривчастість композиції, патетична манера розповіді, експресивна тропіка, серпанок загадковості й недомовленості в змалюванні образу героя твору. Публікацію поеми було помічено критикою: рецензії П.Плетньова в журналі «Современник» (1844); невідомого автора в газеті «Русский инвалид» (1844); М.Полевого в газеті «Северная пчела» (1844); невідомого автора в журналі «Отечественные записки» (1844); відгуки були дуже стримані — ймовірно, через те, що на той час жанр байронічної поеми вже пережив себе.
На творі позначилися настрої Шевченка, викликані його перебуванням у родині Рєпніних і взаєминами з В. Рєпніною. Зміст твору й образ його героя визначені настроями протесту, на формування яких справила величезний вплив його подорож в Україну 1843 року Поема засвідчила перехід поета до нового періоду творчості — періоду «трьох літ».
Хоч сюжет поеми безпосередньо не пов'язаний з декабристською темою, очевидним є літературно-генетичний та ідейний зв'язок поеми з традиціями декабристської поезії, особливо віршів і поем К.Рилєєва: близький до рилєєвського громадянський пафос, мотиви саможертовної боротьби за свободу, служіння «родному краю», «общему благу», зненависті до тиранів скорельовані з біблійними мотивами пророцтва й самопожертви за «правду», з автобіографічними мотивами сирітства й бідності й романтичними — відчуження від панського оточення й приреченості на загибель.
Пародію на рядки 114—118 поеми «Тризна» опубліковано в складі жартівливої повісті «Сентиментальное путешествие Ивана Чернокнижникова по петербургским дачам», написаної М.Некрасовим спільно з О.В. Дружиніним та В.О. Мілютіним.